# バンケッテ
バンケッテ（伊: Banchette）は、イタリア共和国ピエモンテ州トリノ県にある、人口約3,200人の基礎自治体（コムーネ）。

## 地理

### 位置・広がり
| 隣接するコムーネは以下の通り。 - フィオラーノ・カナヴェーゼ - イヴレーア - パヴォーネ・カナヴェーゼ - サレラーノ・カナヴェーゼ - サモーネ |

## 姉妹都市
- Septème、フランス